# General Electric LM2500

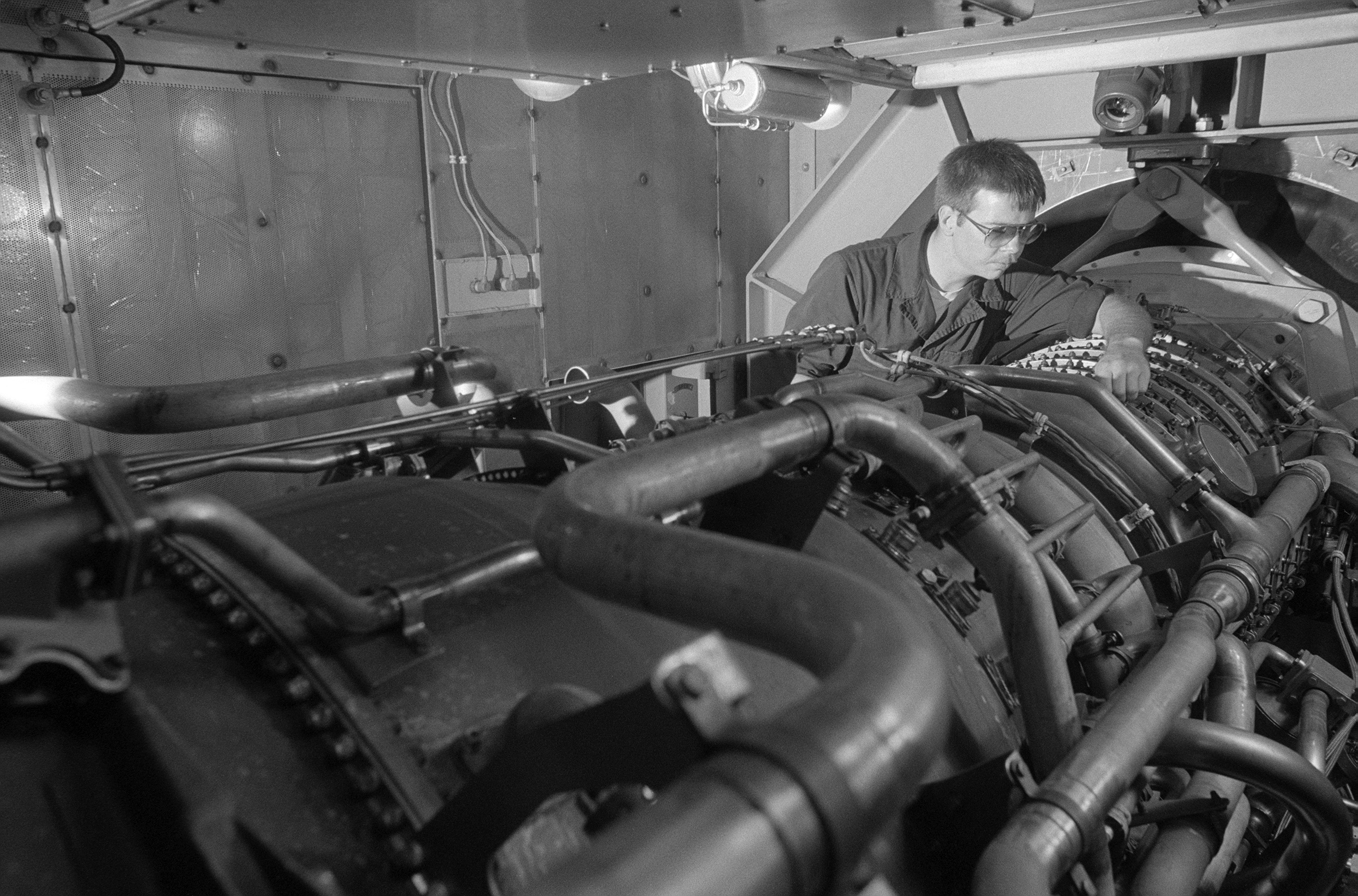
Technik kontroluje turbínu LM2500 americké fregaty USS Ford (FFG-54)

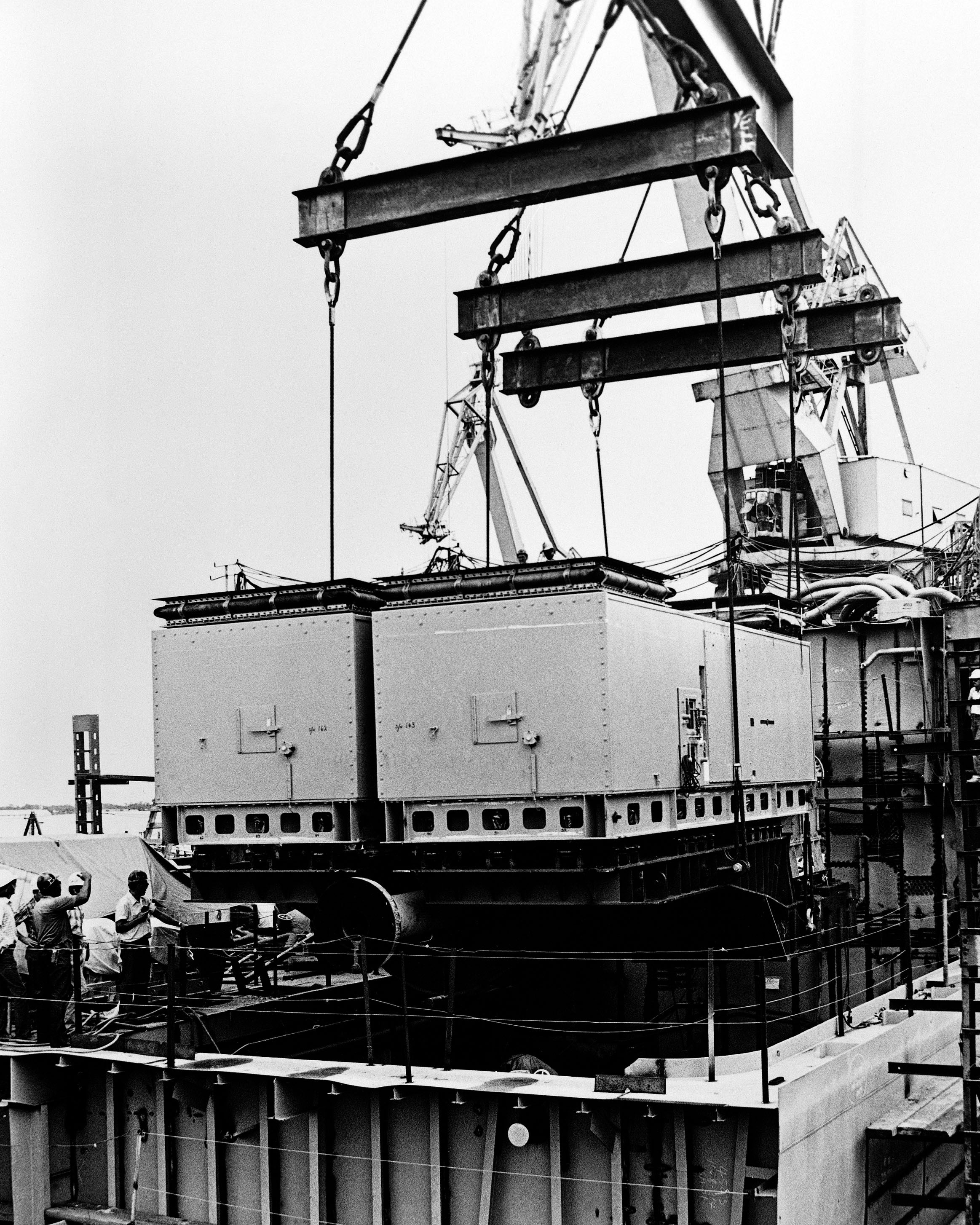
Moduly turbín LM2500 jsou instalovány do amerického raketového křižníku USS Bunker Hill (CG-52)

General Electric LM2500 je plynová turbína, vyráběná americkou společností GE Aviation. Byla vyvinuta na základě leteckého motoru General Electric CF6. Její vylepšené verze mají označení LM2500+ a LM2500+G4. Turbína je široce využívána jak u civilních, tak u válečných lodí. Využívá ji celkem 400 válečných lodí 30 různých námořnictev, a to na plavidlech od velikosti hlídkových lodí přes fregaty a torpédoborce až po letadlové lodě. Výrobce turbíny dále uvádí, že k roku 2004 bylo ve světě provozováno více než 1900 turbín tohoto typu.